# Chalmazel
Chalmazel é uma ex-comuna francesa na região administrativa de Auvérnia-Ródano-Alpes, no departamento de Loire. Estendeu-se por uma área de 39,38 km². Em 2010 a comuna tinha 458 habitantes (densidade: 11,6 hab./km²).
Em 1 de janeiro de 2016 foi fundida com a comuna de Jeansagnière para a criação da nova comuna de Chalmazel-Jeansagnière.